# 皇室経済会議
皇室経済会議（こうしつけいざいかいぎ）は、皇室経済法に基づいて設置される合議機関。

## 構成
皇室経済会議は、議員8人で組織される。また、予備議員8人も置かれる。定足数は5人。議長は内閣総理大臣。
議員
衆議院議長、衆議院副議長、参議院議長、参議院副議長、内閣総理大臣、財務大臣、宮内庁長官、会計検査院長
予備議員
衆議院議員（2名）、参議院議員（2名）、国務大臣（1名）、財務事務次官、宮内庁次長、検査官（1名）

## 現在の議員
|  | 氏名       | 職名         | 生年月日（年齢）       | 備考 |
|  | ---------- | ------------ | ---------------------- | ---- |
|  | 額賀福志郎 | 衆議院議長   | 1944年1月11日（81歳）  |      |
|  | 玄葉光一郎 | 衆議院副議長 | 1964年5月20日（60歳）  |      |
|  | 関口昌一   | 参議院議長   | 1953年6月4日（71歳）   |      |
|  | 長浜博行   | 参議院副議長 | 1958年10月20日（66歳） |      |
|  | 石破茂     | 内閣総理大臣 | 1957年2月4日（68歳）   | 議長 |
|  | 加藤勝信   | 財務大臣     | 1955年11月22日（69歳） |      |
|  | 西村泰彦   | 宮内庁長官   | 1955年6月29日（69歳）  |      |
|  | 田中弥生   | 会計検査院長 | 1960年3月20日（64歳）  |      |

- 2024年（令和6年）11月15日現在[1]

|  | 氏名       | 身分                     | 生年                  | 職務を行う順位 |
|  | ---------- | ------------------------ | --------------------- | -------------- |
|  | 菅義偉     | 衆議院議員               | 1948年12月6日（76歳） | 第1位          |
|  | 海江田万里 | 衆議院議員               | 1949年2月26日（76歳） | 第2位          |
|  | 松山政司   | 参議院議員               | 1959年1月20日（66歳） | 第1位          |
|  | 水岡俊一   | 参議院議員               | 1956年6月13日（68歳） | 第2位          |
|  | 林芳正     | 国務大臣（内閣官房長官） | 1961年1月19日（64歳） |                |
|  | 新川浩嗣   | 財務事務次官             | 1963年4月22日（61歳） |                |
|  | 黒田武一郎 | 宮内庁次長               | 1960年2月20日（65歳） |                |
|  | 原田祐平   | 検査官                   | 1963年1月27日（62歳） |                |

- 2024年（令和6年）11月15日現在[1]

## 審議事項
1. 内廷費・皇族費の定額の変更に関する意見の内閣への提出（皇室経済法第4条、第6条）
2. 皇族が初めて独立の生計を営むことの認定（同法第6条）
3. 皇族がその身分を離れる際に支出する一時金額の認定（同法第6条）